# 腫瘍
腫瘍（しゅよう、英語: Tumor）とは、組織、細胞が生体内の制御に反して自律的に過剰に増殖することによってできる組織塊のこと。腫瘍ができたことにより、身体に影響を及ぼすことがある。英語のTumorはラテン語: tumēre（腫れる）に由来する。
病理学的には、新生物（しんせいぶつ、英語: Neoplasm）と同義である。なお、Neoplasmはギリシア語: νέος+πλάσμα, Neo-plasia（新形成）からできた単語である。

## 概念
「自律的な増殖をするようになった細胞の集団」を意味する。異常な細胞増殖であっても、他律的に起こるものは過形成として区別される。
腫瘍細胞は、環境さえ許せば（例えば人工的な培地で培養されるなど）無限に増殖する能力を持つ、不死化した細胞である。

## 分類

### 細胞動態による分類
良性腫瘍（Benign tumor）
一般に増殖が緩やかで宿主に悪影響を起こさないもの。
悪性腫瘍（Malignant tumor、Cancer）
近傍の組織に進入し、遠隔転移し、宿主の体を破壊しながら宿主が死ぬまで増え続けてゆくもの。一般に「がん」と呼ばれるが組織学的分類により癌腫と肉腫に大別される。

### 組織学的分類
- 上皮性腫瘍
- 非上皮性腫瘍

病理組織学的に上皮系と間葉系を分類する場合、発生学的分類とはいささか異なっている。病理組織学的に上皮系とは成熟個体の上皮を形成する組織のことである。
- 造血リンパ組織腫瘍
- 神経性腫瘍
- 口腔腫瘍

## 特徴

### 細胞
多くの腫瘍細胞は正常組織細胞と比較して異型性が認められている。

### 染色体
多くの腫瘍細胞は正常染色体と比較して欠失や転座などが認められている。
|              | 良性腫瘍               | 悪性腫瘍               |
| ------------ | ---------------------- | ---------------------- |
| 発育形式     | 圧排性、膨張性、連続的 | 浸潤性、破壊性、不連続 |
| 被包（境界） | 完全被包（明瞭）       | 不完全被包（不明瞭）   |
| 発育速度     | 遅い                   | 速い                   |
| 転移         | なし                   | あり                   |
| 再発         | 少ない                 | 多い                   |
| 異型性       | 軽度                   | 重度                   |
| 細胞の分化度 | 成熟                   | 未熟                   |
| 壊死、出血   | 少ない                 | 多い                   |
| 全身への影響 | 軽度                   | 重度                   |

## 人類の化石上の腫瘍
160万年から180万年前の人類の化石に骨肉腫、198万年前の化石からは脊椎の良性腫瘍の痕跡が確認されている。